# Brama australis
 Brama australis és una espècie de peix de la família dels bràmids i de l'ordre dels perciformes.

## Morfologia
Els mascles poden assolir els 47 cm de longitud total.

## Distribució geogràfica
Es troba a Xile.